# Бърлингеймска гимназия
Бърлингеймската гимназия (на английски: Burlingame High School) е обществено средно образователно училище в град Бърлингейм, щата Калифорния, САЩ.
Попада в Обединения гимназиален район Сан Матео. Гимназията е построена през 1920-те години в близост до КалТрейн. Рзполага с 2 басейна, стадион, баскетболни игрища, тенис кортове, бейзболно игрище и успоредки.
В гимназията е сниман филмът „Опасен ум“ с Мишел Пфайфър.